# Лінь Мін Сюань
Лінь Мін Сюань (нар. 6 червня 1988) — тайваньський борець греко-римського стилю, бронзовий призер чемпіонату Азії.

## Життєпис
Боротьбою почав займатися з 2000 року. У 2005 році став бронзовим призером чемпіонату Азії серед кадетів. У 2007 році такого ж результату досяг на чемпіонату Азії серед юніорів.
Виступав за спортивний клуб Національного тайванського університету. Тренер — Лінь Мін Чі (з 2008).

## Спортивні результати на міжнародних змаганнях

### Виступи на Чемпіонатах світу
| Змагання                        | Збірна            | Вагова категорія                 | Місце |
| ------------------------------- | ----------------- | -------------------------------- | ----- |
| Чемпіонат світу з боротьби 2009 | Китайський Тайбей | греко-римська боротьба, до 84 кг | 22    |
| Чемпіонат світу з боротьби 2010 | Китайський Тайбей | греко-римська боротьба, до 84 кг | 32    |
| Чемпіонат світу з боротьби 2011 | Китайський Тайбей | греко-римська боротьба, до 84 кг | 21    |

### Виступи на Чемпіонатах Азії
| Змагання                       | Збірна            | Вагова категорія                 | Місце  |
| ------------------------------ | ----------------- | -------------------------------- | ------ |
| Чемпіонат Азії з боротьби 2008 | Китайський Тайбей | греко-римська боротьба, до 84 кг | 7      |
| Чемпіонат Азії з боротьби 2009 | Китайський Тайбей | греко-римська боротьба, до 84 кг | Бронза |
| Чемпіонат Азії з боротьби 2010 | Китайський Тайбей | греко-римська боротьба, до 84 кг | 8      |
| Чемпіонат Азії з боротьби 2011 | Китайський Тайбей | греко-римська боротьба, до 84 кг | 5      |
| Чемпіонат Азії з боротьби 2012 | Китайський Тайбей | греко-римська боротьба, до 84 кг | 10     |
| Чемпіонат Азії з боротьби 2013 | Китайський Тайбей | греко-римська боротьба, до 84 кг | 12     |
| Чемпіонат Азії з боротьби 2014 | Китайський Тайбей | греко-римська боротьба, до 85 кг | 11     |

### Виступи на Універсіадах
| Змагання               | Збірна            | Вагова категорія                 | Місце |
| ---------------------- | ----------------- | -------------------------------- | ----- |
| Літня Універсіада 2013 | Китайський Тайбей | греко-римська боротьба, до 84 кг | 22    |

### Виступи на інших змаганнях
| Змагання                                                      | Збірна            | Вагова категорія                 | Місце |
| ------------------------------------------------------------- | ----------------- | -------------------------------- | ----- |
| Олімпійський кваліфікаційний турнір з боротьби 2012 (Тайюань) | Китайський Тайбей | греко-римська боротьба, до 84 кг |       |

### Виступи на змаганнях молодших вікових груп
| Змагання                                      | Збірна            | Вагова категорія                 | Місце  |
| --------------------------------------------- | ----------------- | -------------------------------- | ------ |
| Чемпіонат Азії з боротьби серед кадетів 2005  | Китайський Тайбей | греко-римська боротьба, до 76 кг | Бронза |
| Чемпіонат Азії з боротьби серед юніорів 2006  | Китайський Тайбей | греко-римська боротьба, до 84 кг | 5      |
| Чемпіонат Азії з боротьби серед юніорів 2007  | Китайський Тайбей | греко-римська боротьба, до 84 кг | Бронза |
| Чемпіонат світу з боротьби серед юніорів 2007 | Китайський Тайбей | греко-римська боротьба, до 84 кг | 19     |